# Олександропіль (Очеретинська селищна громада)
Олекса́ндропіль — (до 2016 р. — Ро́зівка) село Очеретинської селищної громади Покровського району Донецької області, в Україні. Населення становить 305 осіб.

## Загальні відомості
Відстань до райцентру становить близько 26 км і проходить автошляхом місцевого значення.

## Історія
Олександропіль заснований у середині XIX ст. німцями-колоністами.
7 (20) листопада 1917 року, відповідно до Третього Універсалу Української Центральної Ради, увійшло до складу Української Народної Республіки.  
До 1923 року село мало назву Олександропіль.
У 1923 році більшовицька влада перейменувала село Олександропіль на Розівку, на честь Рози Люксембург.
10 квітня 2025 року, ЗС РФ зайняли село.

## Населення
За даними перепису 2001 року населення села становило 305 осіб, із них 69,18 % зазначили рідною мову українську, 29,51 %— російську та 1,31 %— білоруську.